# Firebrand (Film)
Firebrand (engl. für „Unruhestifter“ oder „Brandfackel“) ist ein Filmdrama von Karim Aïnouz. In dem englischsprachigen Debüt des Regisseurs brasilianisch-algerisch-französischer Herkunft, das er selbst als „psychologischen Horrorfilm“ beschreibt, spielen Jude Law und Alicia Vikander den englischen König Henry VIII. und dessen sechste und letzte Ehefrau Catherine Parr. Als literarische Vorlage diente der Roman Queen’s Gambit von Elizabeth Fremantle. Die Premiere des Films erfolgte im Mai 2023 bei den Filmfestspielen in Cannes.

## Handlung
Zu der Zeit, zu der die Tudors in England an der Macht sind, wird Catherine Parr, die sechste und letzte Frau von King Henry VIII., während seiner Feldzüge zur Regentin ernannt. In dieser Rolle versucht Catherine, die Berater des Königs in ihrem Sinne zu beeinflussen. Nach seiner Rückkehr aus dem Kampf beschuldigt der König, zunehmend paranoid und krank, eine Jugendfreundin von Catherine des Verrats und schickt sie auf den Scheiterhaufen. Catherine ist entsetzt und kämpft nun um ihr eigenes Überleben.

## Produktion

### Literarische Vorlage und Filmstab
Regie führte Karim Aïnouz. Es handelt sich bei Firebrand um das englischsprachige Debüt des brasilianisch-algerisch-französischen Filmregisseurs. Aïnouz selbst beschrieb den Film als „psychologischen Horrorfilm, der am Hof der Tudors spielt“. Das Drehbuch schrieben Henrietta und Jessica Ashworth. Gemeinsam ersonnen sie bereits die Geschichte für Andrew Legges Science-Fiction-Mockumentary Lola. Als Vorlage für Aïnouz Regiearbeit diente der 2013 erschienene Roman Queen’s Gambit der englischen Autorin Elizabeth Freemantle. Eine deutsche Übersetzung von Sabine Herting erschien ein Jahr später unter dem Titel Spiel der Königin. Eine Neuauflage des Penguin Verlags aus dem Jahr 2020 trug den Titel Das Spiel der Königin.

### Besetzung
Jude Law verkörpert Henry VIII. und Alicia Vikander dessen sechste und letzte Ehefrau Catherine Parr. Ursprünglich war die US-amerikanische Schauspielerin Michelle Williams für die weibliche Hauptrolle vorgesehen. Eddie Marsan spielt Edward Seymour, der Henrys Flotte befehligte. Sam Riley ist in der Rolle von Thomas Seymour zu sehen, den der König öfter für diplomatische Missionen einsetzte. Simon Russell Beale spielt Stephan Gardiner der als einer der führenden Köpfe der Konservativen in der ersten Generation der Englischen Reformation galt. Die Newcomer Ruby Bengal und Erin Doherty spielen Cat und die protestantische Märtyrerin Anne Askew. Patsy Ferran ist in der Rolle von Henrys Tochter Maria I. zu sehen. Junia Rees spielt ihre Schwester Elisabeth I., die später als fünftes und letztes Mitglied der Tudor-Dynastie auf dem englischen Thron saß.

### Dreharbeiten und Filmschnitt
Die Dreharbeiten fanden von April bis Juni 2022 statt, überwiegend in Haddon Hall in der englischen Grafschaft Derbyshire. Als Kamerafrau fungierte die Französin Hélène Louvart. Aïnouz arbeitete mit ihr bereits für sein Filmdrama Die Sehnsucht der Schwestern Gusmão zusammen. Den Filmschnitt übernahm die Deutsche Heike Parplies.

### Filmmusik und Veröffentlichung
Die Filmmusik komponierte Dickon Hinchliffe, ein ehemaliges Mitglied der britischen Band Tindersticks, der wiederum mit Louvart bereits an Filmen zusammenarbeitete. Das Soundtrack-Album mit insgesamt 17 Musikstücken soll am 5. Juli 2024 von Lakeshore Records als Download veröffentlicht werden.
Die Premiere erfolgte am 21. Mai 2023 bei den Filmfestspielen in Cannes, wo der Film im Wettbewerb um die Goldene Palme konkurrierte. Am 30. Juni 2023 eröffnete Firebrand das Internationale Filmfestival Karlovy Vary. Ende Januar, Anfang Februar 2024 wurde der Film beim Göteborg Film Festival gezeigt. Ende Februar, Anfang März 2024 soll Firebrand beim Luxembourg City Film Festival vorgestellt werden. Der Kinostart in Frankreich erfolgte am 17. April 2024. Im Juni 2024 wurde der Film beim Tribeca Film Festival vorgestellt. Am 14. Juni 2024 kam der Film in ausgewählte US-Kinos.

## Rezeption

### Kritiken
Die Kritiken fielen gemischt aus.

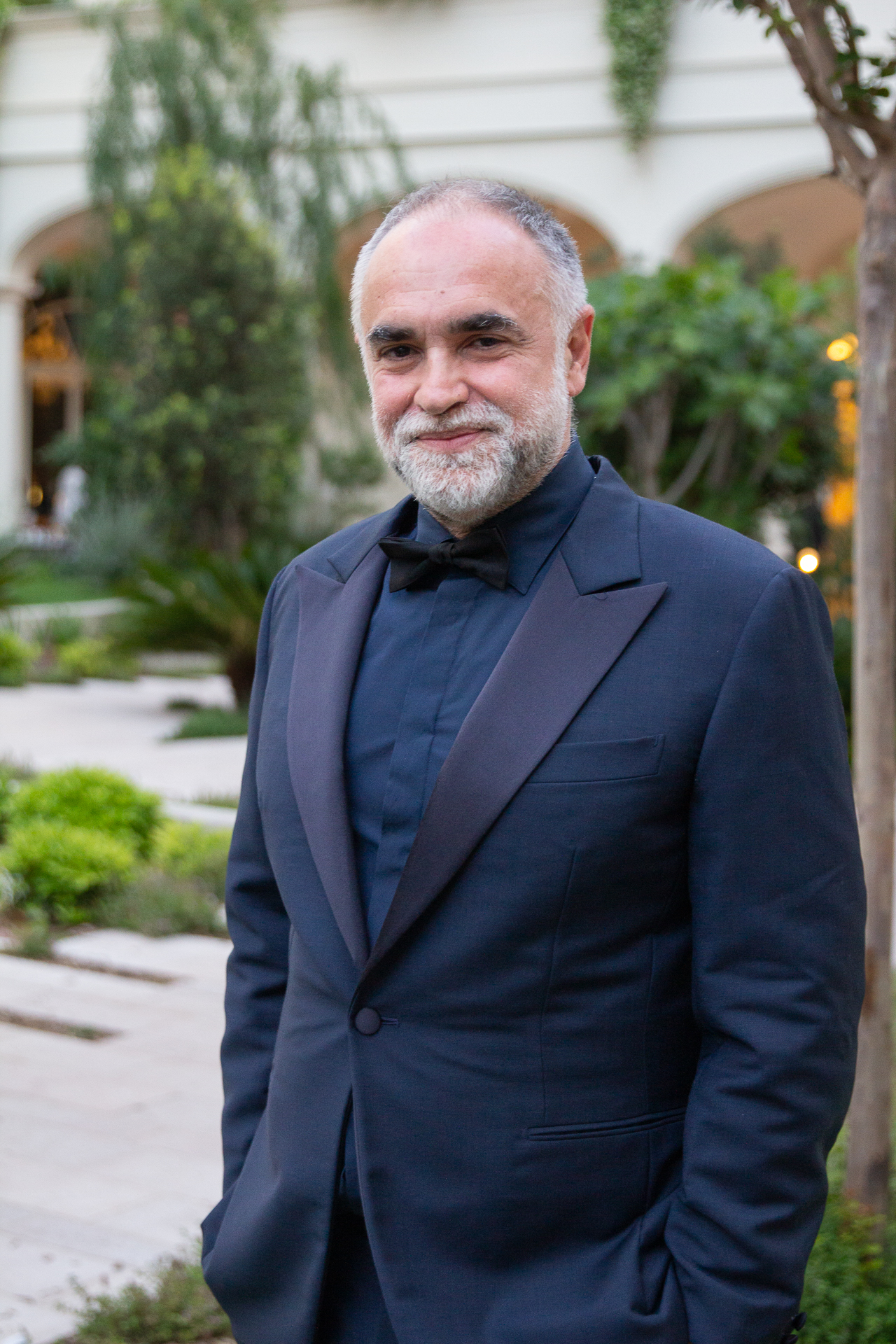
Regisseur Karim Aïnouz

Peter Bradshaw schreibt im Guardian, Karim Aïnouz vermittele auf interessante Weise die vollkommen dysfunktionale und dionysische Fremdartigkeit von Heinrichs Hof, dem er durch Musik, Tanz und seine eigene, abgestumpft ausgelassene gute Laune immer noch seinen Willen aufzuzwingen hofft. Der König sei sich natürlich bewusst, dass alle seine Ehen politische Bündnisse mit potenziellen oder tatsächlichen Feinden waren, weshalb seine ehelichen Beziehungen von Anfang an von Paranoia vergiftet sind. Der Film erhalte jedes Mal eine Spannungsladung, wenn Jude Law in all seiner Pracht auftritt: brüllend, grinsend, zusammenzuckend, sehnsüchtig und begierig danach, geliebt zu werden. Allerdings habe Aïnouz Alice Vikander nicht besonders interessant inszeniert und lasse zu, dass sie in den Hintergrund gedrängt wird. Der Film wisse nicht, was er mit seiner eigentlichen Heldin anfangen soll, und begnüge sich damit, sie den Fängen seines Bösewichts Henry zu überlassen.
Yannick Bracher bemerkt in seiner Kritik für outnow.ch, ein weiterer heimlicher Hauptdarsteller seien die Settings und Kostüme des Filmes. Obschon edel und royal, fielen die Einstellungen weitaus weniger opulent und übertrieben aus als beispielsweise bei Jeanne du Barry. Dabei fielen besonders die wunderschönen, eher schlicht gehaltenen Kleider aus schweren Stoffen der Charaktere ins Auge, die andeuteten, dass bei den Tudors die Fassade bröckelt und sie mit weitaus mehr zu kämpfen hatten als mit dem prunkvollen Zelebrieren ihres eigenen Wohlstandes.

### Auszeichnungen
Firebrand befand sich in der Vorauswahl zum Europäischen Filmpreis 2023.
British Independent Film Awards 2024
- Auszeichnung für das Beste Kostümdesign (Michael O’Connor)
- Nominierung für das Beste Make-up und Hair Design (Jenny Shircore)[22][23]

Internationale Filmfestspiele von Cannes 2023
- Nominierung für die Goldene Palme